# Balenga
Balenga is een Afrotropisch geslacht van vlinders van de familie van de dikkopjes (Hesperiidae), van de onderfamilie van de Hesperiinae. Dit geslacht is voor het eerst wetenschappelijk beschreven door Nick Grishin in een publicatie uit 2023.
Dit geslacht is monotypisch, dat wil zeggen dat het maar één soort heeft namelijk Balenga balenge (Holland, 1891).